# Cymatosyrinx fritillaria
Cymatosyrinx fritillaria is een slakkensoort uit de familie van de Drilliidae. De wetenschappelijke naam van de soort is voor het eerst geldig gepubliceerd in 1927 door Dall.